# 基斯比
基斯比是德国石勒苏益格－荷尔斯泰因州的一个市镇。总面积3.66平方公里，总人口192人，其中男性95人，女性97人（2011年12月31日），人口密度52人/平方公里。